# 난링산맥

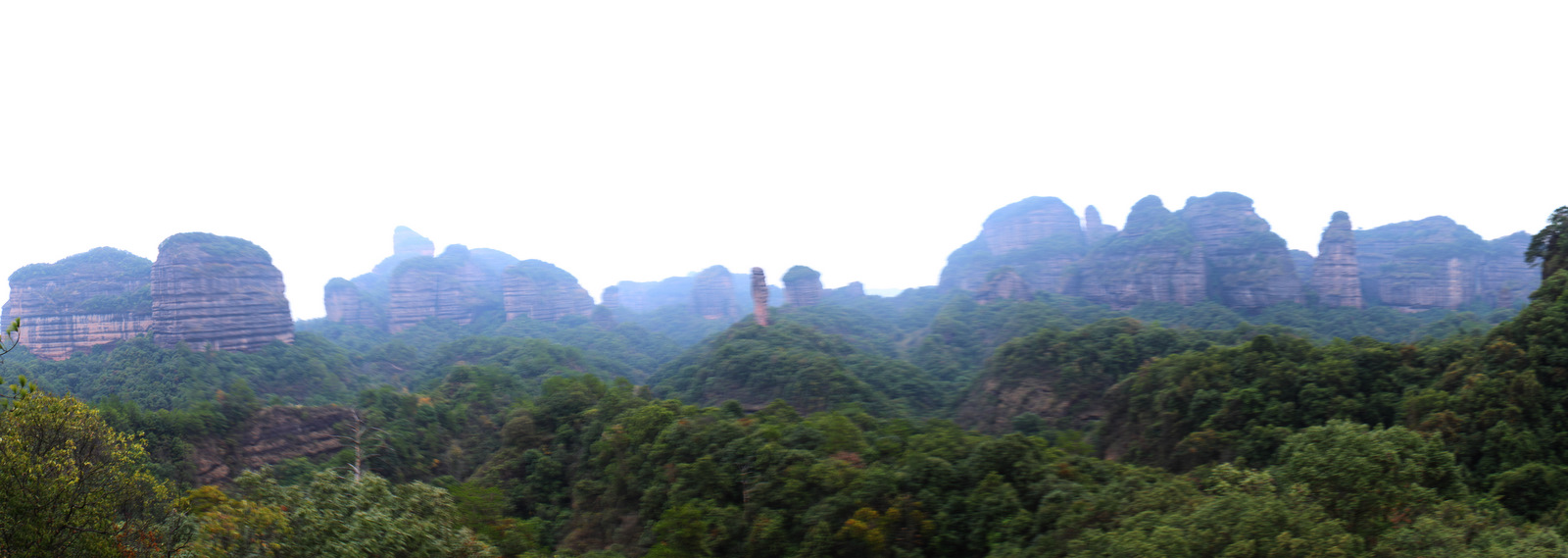

난링산맥(남령산맥, 중국어 간체자: 南岭, 정체자: 南嶺, 병음: Nánlǐng)은 중국 남부의 산맥으로 광시 좡족 자치구, 광둥성, 후난성, 장시성에 걸쳐있다. 웨청링(越城岭), 두팡링(都庞岭), 멍주링(萌渚岭), 치톈링(骑田岭), 다위링(大庾岭)으로 이루어져 "우링-오령(五岭)" 또는 "오령산맥"으로 불린다.
해발고도는 1000m 내외이다. 최고봉은 웨청링의 먀오얼산(猫儿山)으로 해발고도가 2142m이다. 그 밖의 주요 봉우리로 멍주링의 마탕딩(马塘顶, 해발 1787m)과 두팡링의 주차이링(韭菜岭, 해발 2009m) 등이 있다. 상강, 감강, 구이장, 북강, 동강, 롄장을 포함한 주요 하천의 발원지이다.
난링산맥은 화중 지방과 화난 지방을 분리한다. 산맥의 남쪽은 열대 기후로 쌀의 2기작이 가능하다. 기온이 높고 강수량이 많아 동식물 자원이 풍부하다.